# Route nationale 75 (Suède)
Pour les articles homonymes, voir Route nationale 75.
Södra länken (en français : liaison sud) ou route nationale 75 (en suédois : Riksväg 75) est une autoroute urbaine à Stockholm en Suède,.

## Description

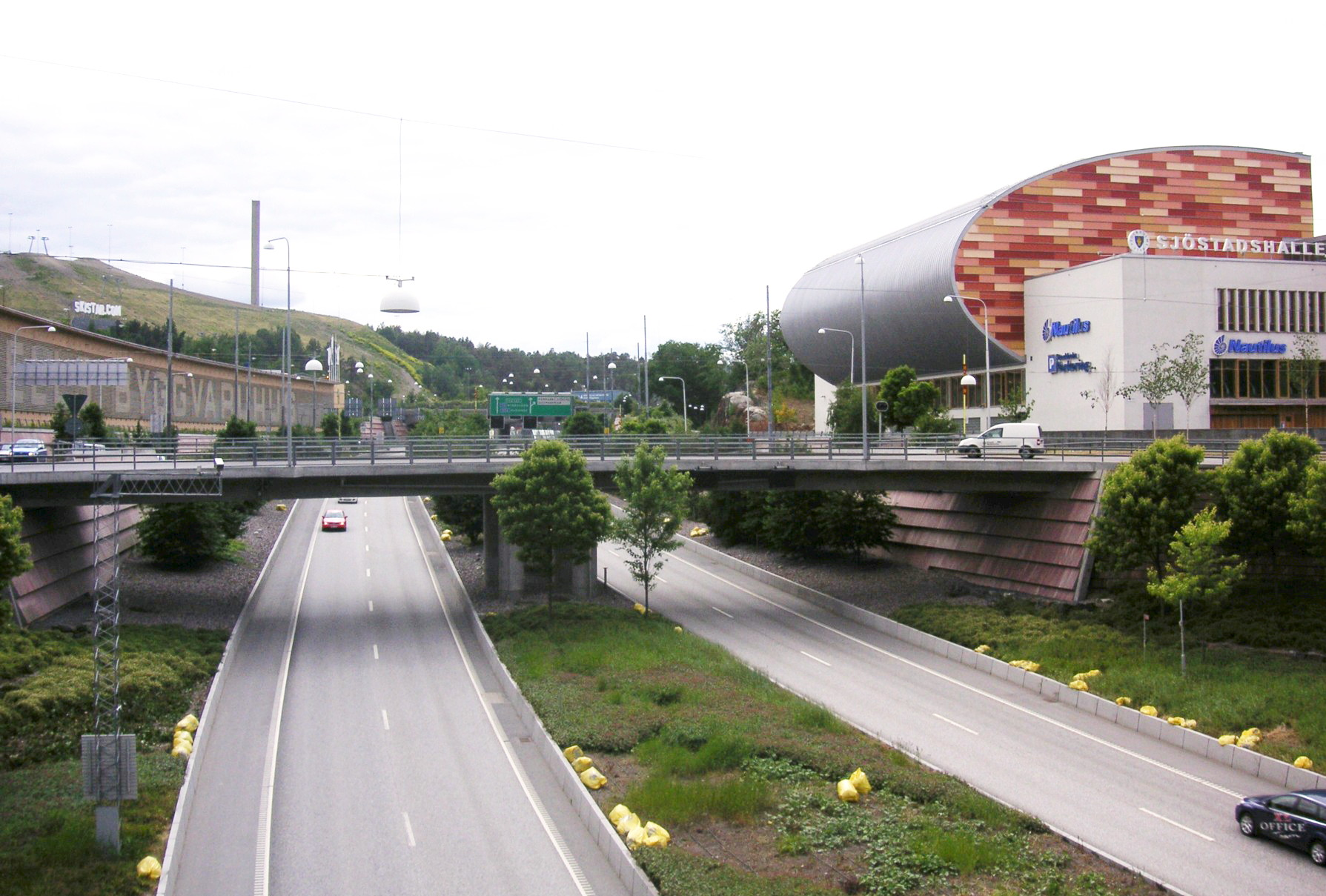
La Södra länken.

La route nationale 75 s'étend entre l'Essingeleden (E4, E20) à l'ouest et Värmdöleden (en) (route régionale 222) à Nacka à l'est.
La Södra Länken part de la route européenne 4 à l'ouest du centre-ville.
L'autoroute comporte 2x2 voies et est rapidement souterraine. Viennent ensuite deux liaisons souterraines et une jonction avec la route nationale 73.
Ce n'est que dans le quartier résidentiel de Hammarby Sjöstad que la route fait à nouveau surface, puis traverse à nouveau un court tunnel.
La Södra länken a une longueur totale de 6 kilomètres, dont 4,5 kilomètres pour le tunnel routier de Södra Länken, et elle compte jusqu'à quatre voies dans chaque direction.
L'ensemble du projet (route et tunnels) a coûté 880 millions d'euros.
L'inauguration de Södra Länken a eu lieu le 24 octobre 2004.
Le tronçon Södra Länken fait partie de l'itinéraire route nationale 75 et est une autoroute urbaine sur toute sa longueur.
Toutefois, la route n'est pas systématiquement signalée comme route nationale 75, il s'agit simplement de la pratique de numérotation officielle de l'administration routière suédoise.
La route est indiquée sur les cartes par les numéros 73 et 222.

## Les tunnels routiers de Södra Länken

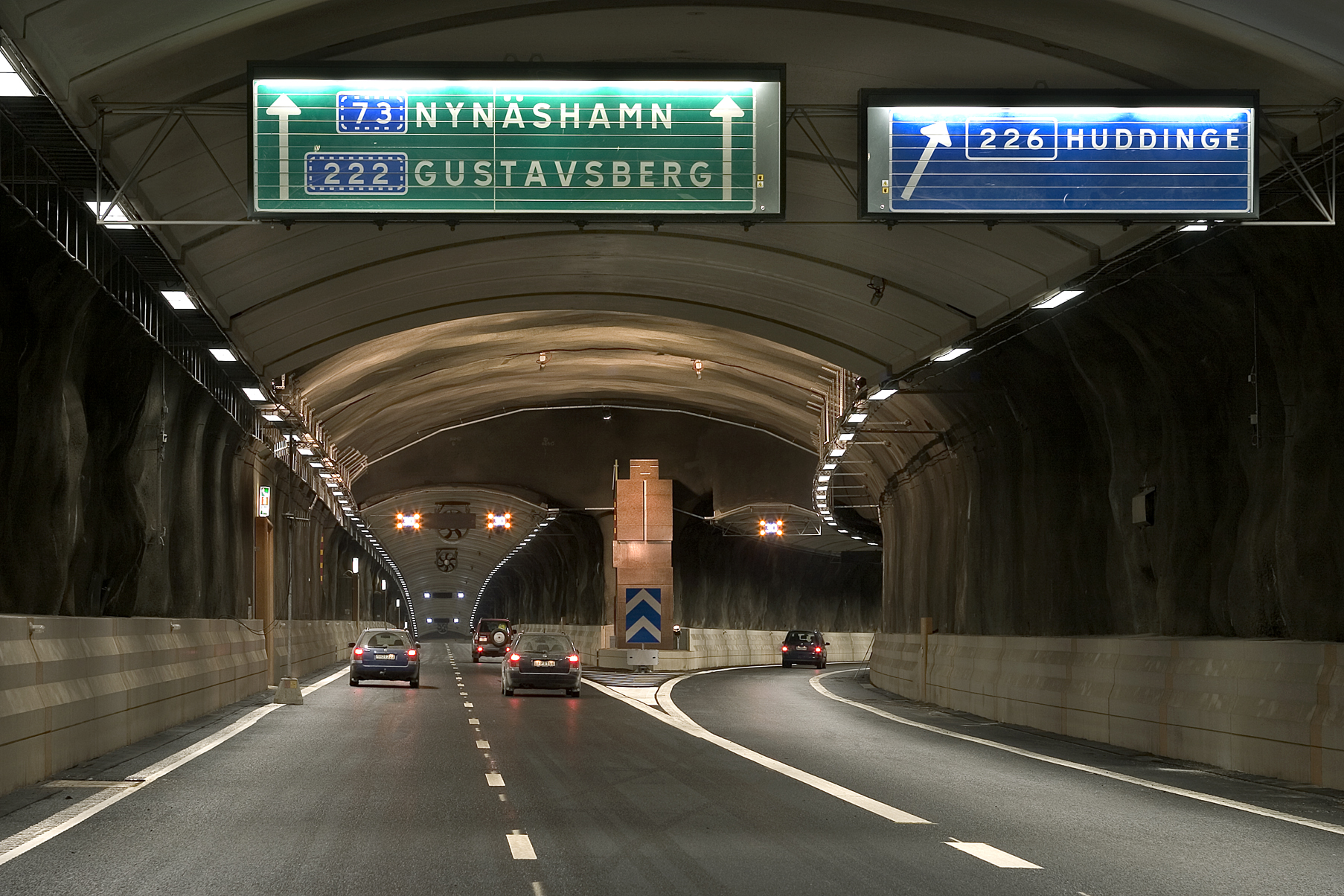
Le tunnel de Södra Länken.

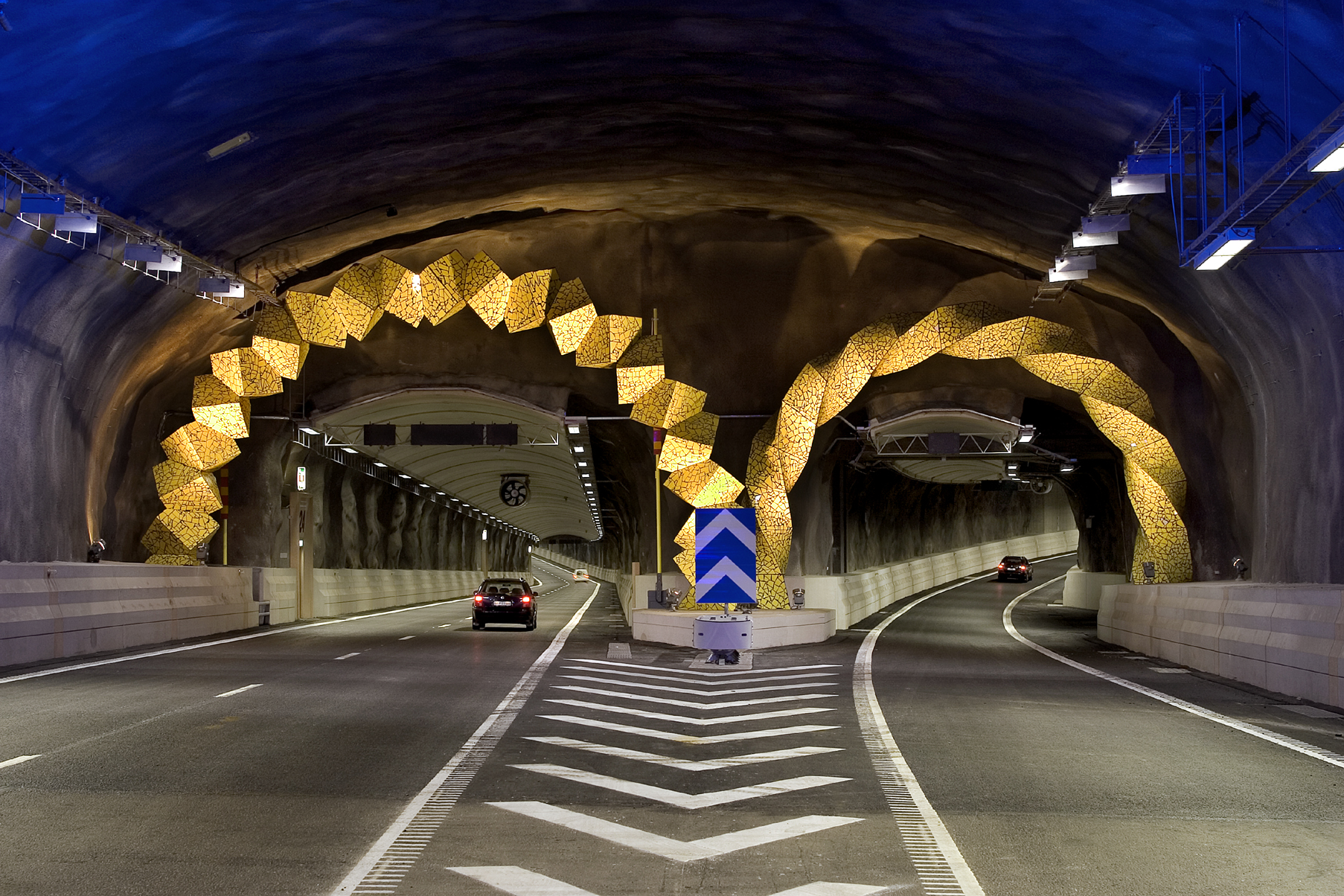
Le tunnel de Södra Länken.

Le tunnel routier de Södra Länken mesure 4,5 kilomètres de long.
C’est le plus long tunnel urbain routier dans une ville d'Europe à égalité avec le tunnel du Port de Dublin.
Ses sections furent construites entre 1997 et 2004.
Dans sa partie la plus large, le tunnel comporte quatre voies dans chaque direction.
À l'intérieur du tunnel, la route nationale 75 est signalée.
La vitesse maximale autorisée est de 70 kilomètres par heure et la hauteur maximale autorisée des véhicules est de 4,5 mètres.
La liaison sud fait partie du futur périphérique de Stockholm.

### Section du tunnel
Les sections du tunnel de la liaison sud portent leur propre nom. Le tunnel en direction est s'appelle Hammarbytunneln (3 835 mètres), celui en direction ouest s'appelle Årstatunneln (3 823 mètres), le tunnel de liaison en direction est vers Värmdöleden s'appelle Nackatunneln (610 mètres) et le tunnel en direction ouest de Värmdöleden s'appelle Sicklatunneln (580 mètres).
Les tunnels de liaison (départs et approches) ont également leurs propres noms, à savoir: Guldtunneln, Silvertunneln, Bronstunneln, Koppartunneln, Björktunneln, Talltunneln, Sotartunneln, Bagartunneln, Skeppartunneln, Skräddartunneln, Murartunneln, Målartunneln, Sågtunneln, Tångtunneln et Yxtunneln.